# Голландський кріль
Голландський кріль — порода кролів м'ясо-шкуркового напряму.

## Біологічні характеристики
Тулуб довжиною 50 см, але широкий. Груди глибокі. Голова велика, з короткими вухами. Голландська порода має строкате забарвлення. Щоки, вуха і задня частина кролика чорні, а інші частини тіла білого кольору. Вага дорослого кролика, у середньому, 3 кг. Плодючість самиць середня. Шкурки голландського кролика переважно маленького розміру, але дуже цінуються завдяки строкатому забарвленню і декоративності.

## Історія
Голландська порода кроликів була виведена в Голландії в середині минулого століття.